# MO-S 4 U šedé vily
MO-S4 je jednopodlažní, čtyřzvonový pěchotní srub, postavený v III. stupni odolnosti. Objekt je součástí československého pohraničního opevnění z let 1935–1938, stavební úsek Moravská Ostrava, podúsek Bohumín. Nachází se v části Starý Bohumín města Bohumín v okrese Karviná. Geograficky se nachází v nížině Ostravská pánev v Moravskoslezském kraji.

## Historie
Betonáž probíhala v období 15. až 23. června 1936 a byla prováděna firmou Dr. Karla Skorkovského, Praha XII. Pěchotní sruby na Bohumínském stavebním podúseku jsou nejvíce podobné francouzské Maginotově linii, neboť s jejich projektováním pomáhali francouzští inženýři. Srub se nachází u současné česko-polské státní hranice.

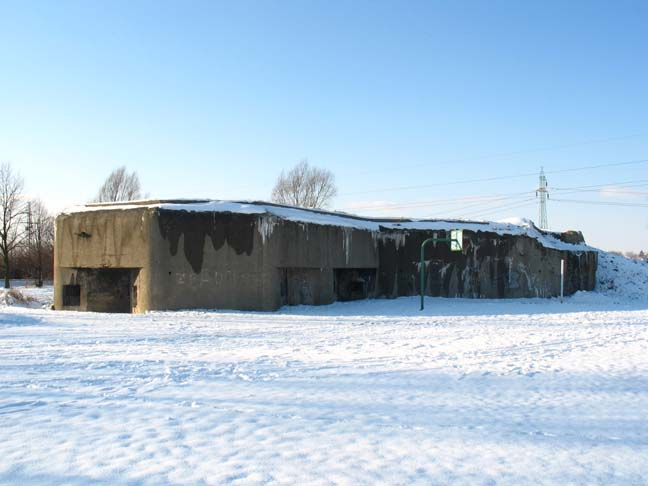
MO-S4 Šedá vila

## Vybavení
- 2x 4cm kanón vz. 36
- 3x TK vz. 37 sólo
- 1x TK vz. 37 dvojče
- 6x LK vz. 26

V současné době je objekt spravován občanským sdružením KVH Bohumín, z. s.

## Další informace
Poblíž se nachází také poustevna Pustyňa, Hraniční přechod Starý Bohumín a pěchotní srub MO-S5 „Na trati“.